# Comuna Fagersta
Fagersta (Fagersta kommun) este o comună din comitatul Västmanlands län, Suedia, cu o populație de 12.872 locuitori (2013).

## Geografie

### Zone urbane
Lista celor mai mari zone urbane din comună (anul 2015) conform Biroului Central de Statistică al Suediei:
| Nr | Zona urbană | Pop.   |
| -- | ----------- | ------ |
| 1  | Fagersta    | 11.936 |
| 2  | Hedkärra    | 201    |

## Demografie
| \| Evoluția demografică în comuna Fagersta, 1970–2015 \| Evoluția demografică în comuna Fagersta, 1970–2015 \| Evoluția demografică în comuna Fagersta, 1970–2015 \| Evoluția demografică în comuna Fagersta, 1970–2015 \| Evoluția demografică în comuna Fagersta, 1970–2015 \| \| ----------------------------------------------------------------------------------------------------- \| -------------------------------------------------- \| -------------------------------------------------- \| -------------------------------------------------- \| -------------------------------------------------- \| \| An \| \| \| Locuitori \| \| \| 1970 \| 1970 \| \| 16963 \| 16963 \| \| 1975 \| 1975 \| \| 15911 \| 15911 \| \| 1980 \| 1980 \| \| 15121 \| 15121 \| \| 1985 \| 1985 \| \| 13989 \| 13989 \| \| 1990 \| 1990 \| \| 13756 \| 13756 \| \| 1995 \| 1995 \| \| 13355 \| 13355 \| \| 2000 \| 2000 \| \| 12381 \| 12381 \| \| 2005 \| 2005 \| \| 12270 \| 12270 \| \| 2010 \| 2010 \| \| 12443 \| 12443 \| \| 2015 \| 2015 \| \| 13286 \| 13286 \| \| Sursa: SCB - Statistika Centralbyrån, Folkmängd efter region, civilstånd, ålder och kön. År 1968–2016 \| \| \| \| \| |      |  |           |       |
| Evoluția demografică în comuna Fagersta, 1970–2015 |      |  |           |       |
| An |      |  | Locuitori |       |
| 1970 | 1970 |  | 16963     | 16963 |
| 1975 | 1975 |  | 15911     | 15911 |
| 1980 | 1980 |  | 15121     | 15121 |
| 1985 | 1985 |  | 13989     | 13989 |
| 1990 | 1990 |  | 13756     | 13756 |
| 1995 | 1995 |  | 13355     | 13355 |
| 2000 | 2000 |  | 12381     | 12381 |
| 2005 | 2005 |  | 12270     | 12270 |
| 2010 | 2010 |  | 12443     | 12443 |
| 2015 | 2015 |  | 13286     | 13286 |
| Sursa: SCB - Statistika Centralbyrån, Folkmängd efter region, civilstånd, ålder och kön. År 1968–2016 |      |  |           |       |